# Joseph Duncan
Pour les articles homonymes, voir Joseph Duncan (homonymie) et Duncan.
Joseph Duncan (1794-1844) est un homme politique américain qui est gouverneur de l'Illinois de 1834 à 1838. 

## Source
- (en) Cet article est partiellement ou en totalité issue d'une traduction de l'article Wikipédia en anglais intitule « en:Joseph Duncan (politician) ».